# Richard Bayer
Richard Bayer (Elberfeld, 29 de julho de 1883 – Elberfeld, 9 de junho de 1972) foi um industrial alemão.

## Vida
Richard Bayer foi um sobrinho de Friedrich Bayer, fundador da Farbenfabrik Friedrich Bayer, a atual Bayer AG, e filho de Friedrich Bayer e sua mulher Anna. Estudou química na Universidade de Bonn e na Universidade Técnica de Dresden. Após o doutorado em Dresden começou a trabalhar em 1912 no Laboratório de Ciências da Bayer AG em Elberfeld. De 1914 a 1916 participou como soldado na Primeira Guerra Mundial, retornando depois para a Bayer. Após a morte de seu pai em 1920 foi eleito para o conselho diretor. Em 1925 foi para Leverkusen onde foi no processo de fusão membro do conselho diretor da IG Farben. Em 1951 foi um dos fundadores da empresa sucessora Farbenfabriken Bayer AG, onde foi de 1951 a 1960 membro do conselho diretor.